# Santana do Acaraú
Santana do Acaraú là một đô thị thuộc bang Ceará, Brasil. Đô thị này có diện tích 969,323 km², dân số năm 2007 là 28523 người, mật độ 29,43 người/km².